# Antarctylus humus
Antarctylus humus är en rundmaskart som beskrevs av Sher 1973. Antarctylus humus ingår i släktet Antarctylus och familjen Hoplolaimidae. Inga underarter finns listade i Catalogue of Life.